# Turkestánské album

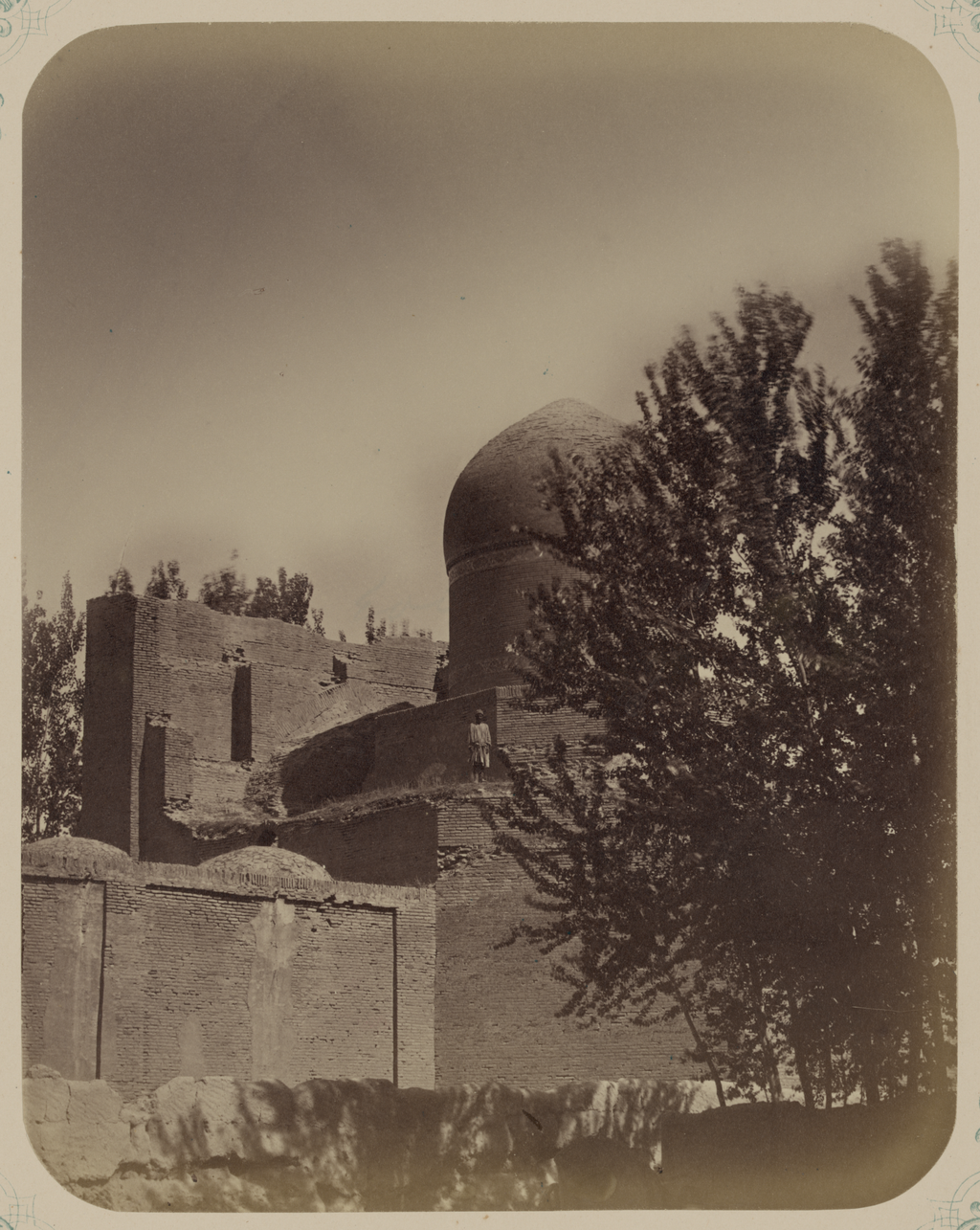
Tato fotografie mešity Namazgan v Samarkandu (Uzbekistán) pochází z Archeologické části alba. Album věnuje zvláštní pozornost islámskému architektonickému dědictví Samarkandu. Mešita Namazga byla navržena speciálně na oslavu Eid al-Fitr (svátek oslavovaný na konci měsíce ramadánu), stejně jako Kurban Bayramı nebo Íd al-adhá, Svátek oběti. Pravděpodobně postavena v 11. století a obnovena Timuridy v 15. století, mešita byla přestavěna v první polovině 17. století Nadirem Divan-Begiem, strýcem bukhariánského vládce Imáma Kuli Khana. Tato verze mešity byla dokončena kolem 30. let 16. století. Fotografie ukazuje zadní stranu mešity s vysokou kopulí zvednutou na velkém válci nebo bubnu. Postava stojícího muže dává hrubou představu o měřítku. Vlevo je vidět zadní strana budovy aivan (klenutý sál s jedním otevřeným koncem, obklopený ze tří stran zdmi). Centrální budova je obklopena jednopatrovými klenutými galeriemi, z nichž každá má šest nízkých kopulí. Zadní stěna jedné z galerií je viditelná vlevo dole. Asi 1868–1872.

Turkestánské album (Turkestanskii Al'bom nebo Туркестанский альбом) je jedinečná publikace věnovaná historii, etnografii, geografii, ekonomice a kultuře Střední Asie před rokem 1917, která obsahuje více než 1 200 historicky vzácných fotografií. Dále obsahuje architektonické plány, akvarelové kresby a mapy. Album vyšlo v roce 1872 na příkaz prvního generálního guvernéra Ruského Turkestánu Konstantina Petroviče Von Kaufmana a je určeno k seznámení ruských a západních vědců s turkestánským regionem. Album je jedním z nejvýraznějších počinů v asijských územích Ruské říše v oblasti etnografické fotografie.
V současné době (2020) je kompletní soubor svazků a částí knihy uložen pouze v Národní knihovně Uzbekistánu, Ruské státní knihovně a v Kongresové knihovně.

## Historie
První generální guvernér ruského Turkestánu Konstantin Petrovič von Kaufman (1818–1882) vydal alba, aby seznámil Rusy a obyvatele Západu s tímto regionem. Ruský orientalista Alexandr Ljudvigovič Khun (někdy také psáno „Kuhna“) sestavil první tři části a alba byla dříve označována jako Kun Collection. Mezi dalšími překladateli byli M. T. Brodovskij, Michail Afrikanovič Terentjev, Nikolaj Venědiktovič Bogajevskij a fotograf N. N. Něchorošev. Vojensko-topografické oddělení v Taškentu tisklo litografické části každé fotografie. Produkční práce se prováděly hlavně v Petrohradě a Taškentu v letech 1871–1872.
Archeologická část Turkestánského alba obsahuje detailní vizuální záznam islámské architektury Samarkandu, jak se jevila krátce po ruském dobytí v 60. letech 19. století. Od poloviny až do konce 19. století došlo k expanzi Ruské říše do Střední Asie, která anektovala území nacházející se v dnešním Uzbekistánu, Kazachstánu, Turkmenistánu, Tádžikistánu a Kyrgyzstánu. Ruské armády obsadily Taškent v roce 1865 a Samarkand v roce 1868. Car Alexandr II. Nikolajevič schválil nařízení generálního guvernéra ruského Turkestánu v roce 1867. Generál Konstantin Petrovič von Kaufman (1818–1882), první generální guvernér, zadal vyrobit Turkestánské album jako vizuální průzkum Střední Asie, který obsahuje přibližně 1 200 fotografií spolu s architektonickými plány, akvarelovými kresbami a mapami.
Etnografická část obsahuje 491 jednotlivých fotografií na 163 listech. Fotografie zobrazují představitele různých národů v regionu (listy 1–33), každodenní život a rituály (listy 34–91), ale také pohledy na vesnice a města, pouliční prodavače a komerční aktivity (listy 92–163).
Prakticky je každé album vázané v zelené kůži o velikosti 45×60 cm s natištěnou titulní stránkou, textovým úvodem a obsahem kapitol, litograficky tištěnými nadpisy, ozdobnými okraji a jednotlivými titulky v ruštině. Každá deska obsahuje od jednoho do osmi zlatem tónované albuminové fotografické tisky s několika akvarelovými kresbami, architektonickými plány a bitevními mapami.

## Díly
Dílo má čtyři části a zahrnuje šest velkých svazků vázaných v kůži:
1. Archeologická část (2 svazky)
Tato část obsahuje pohledy na islámskou architekturu, zejména v Samarkandu.[2]
2. Etnografická část (2 svazky)
Tato část obsahuje jednotlivé portréty a scény každodenního života Uzbeků, Tadžiků, Kazachů, Kirgizů a dalších.[2]
3. Průmyslová část (1 svazek)
Tato část představuje oblasti jako textilní výroba nebo těžba.[2]
4. Historická část (1 svazek)
Tato část pojednává o ruských vojenských činnostech s bitevními mapami a portréty vojáků v letech 1853–1871.[2]

Překladatelem prvních tří částí byl ruský orientalista Alexandr Ljudvigovič Khun, kterému pomáhal Nikolaj Venědiktovič Bogajevskij. Výroba alba byla dokončena v letech 1871–1872.
Kongresová knihovna získala kompletní sadu svazků v roce 1934; další dochované kopie jsou v Národní knihovně Uzbekistánu a v Ruské národní knihovně.

## Galerie

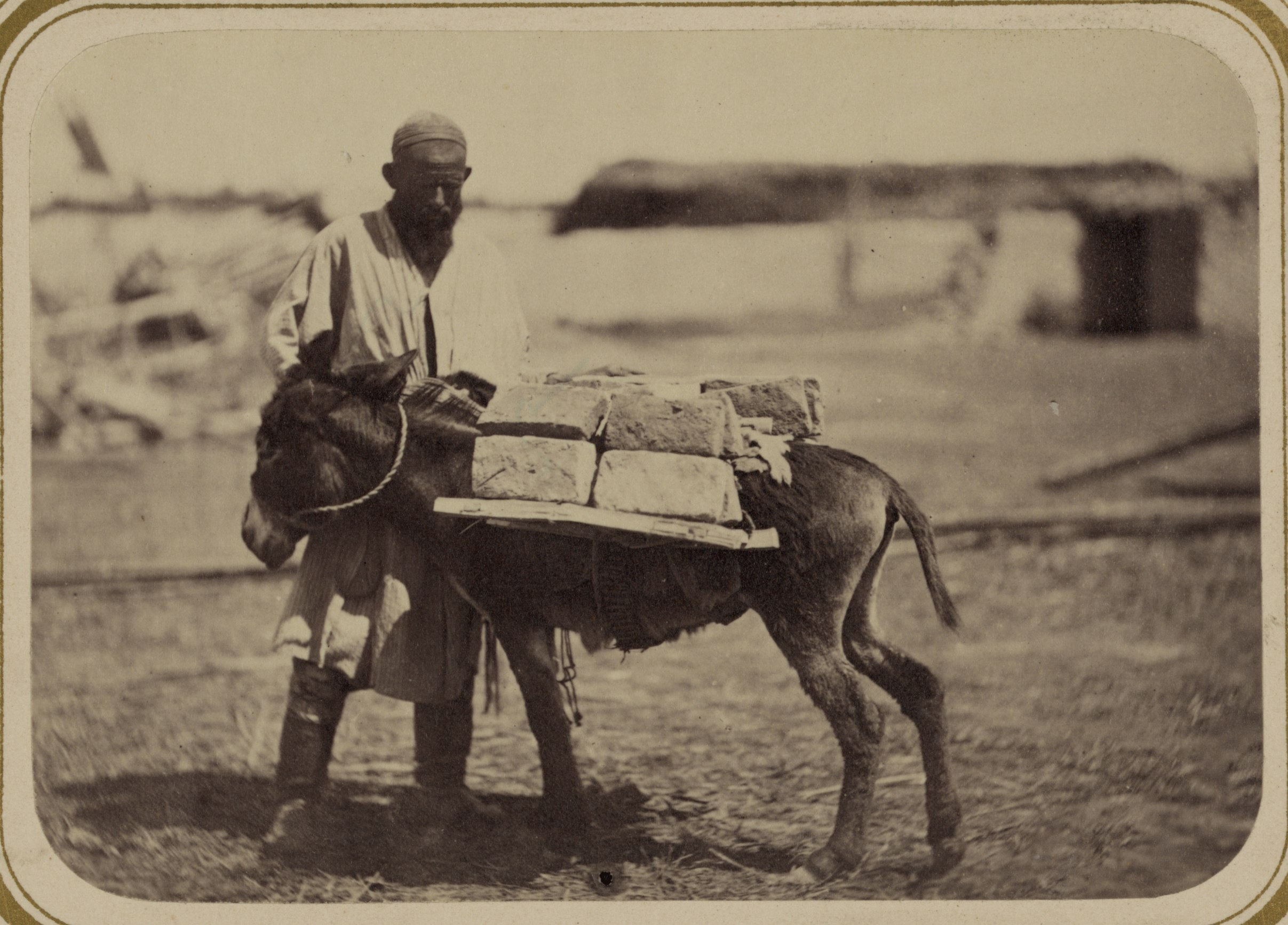
Pouliční bazar, prodavač cihel, 1865
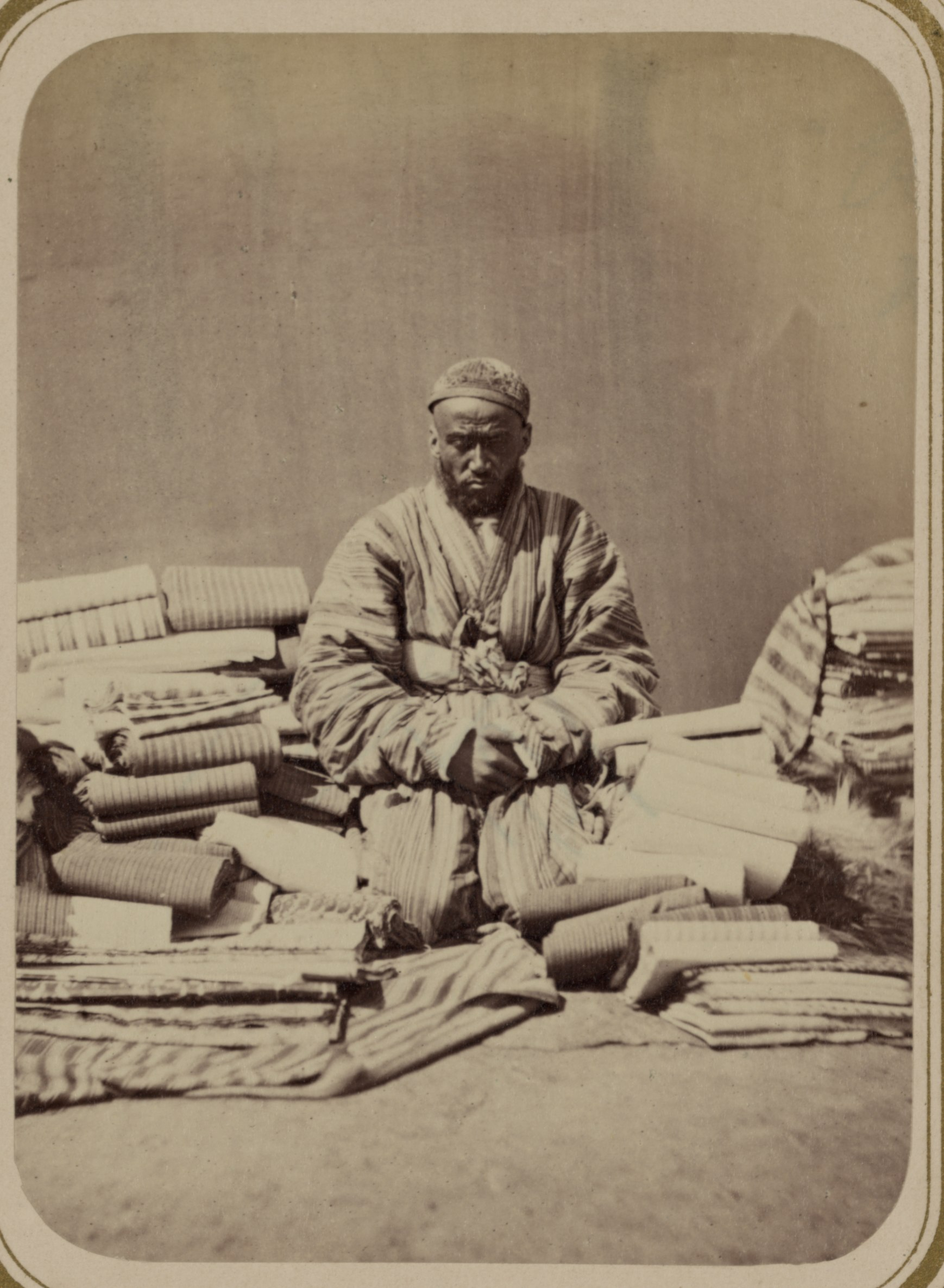
Pouliční prodavač bavlněných látek, 1865
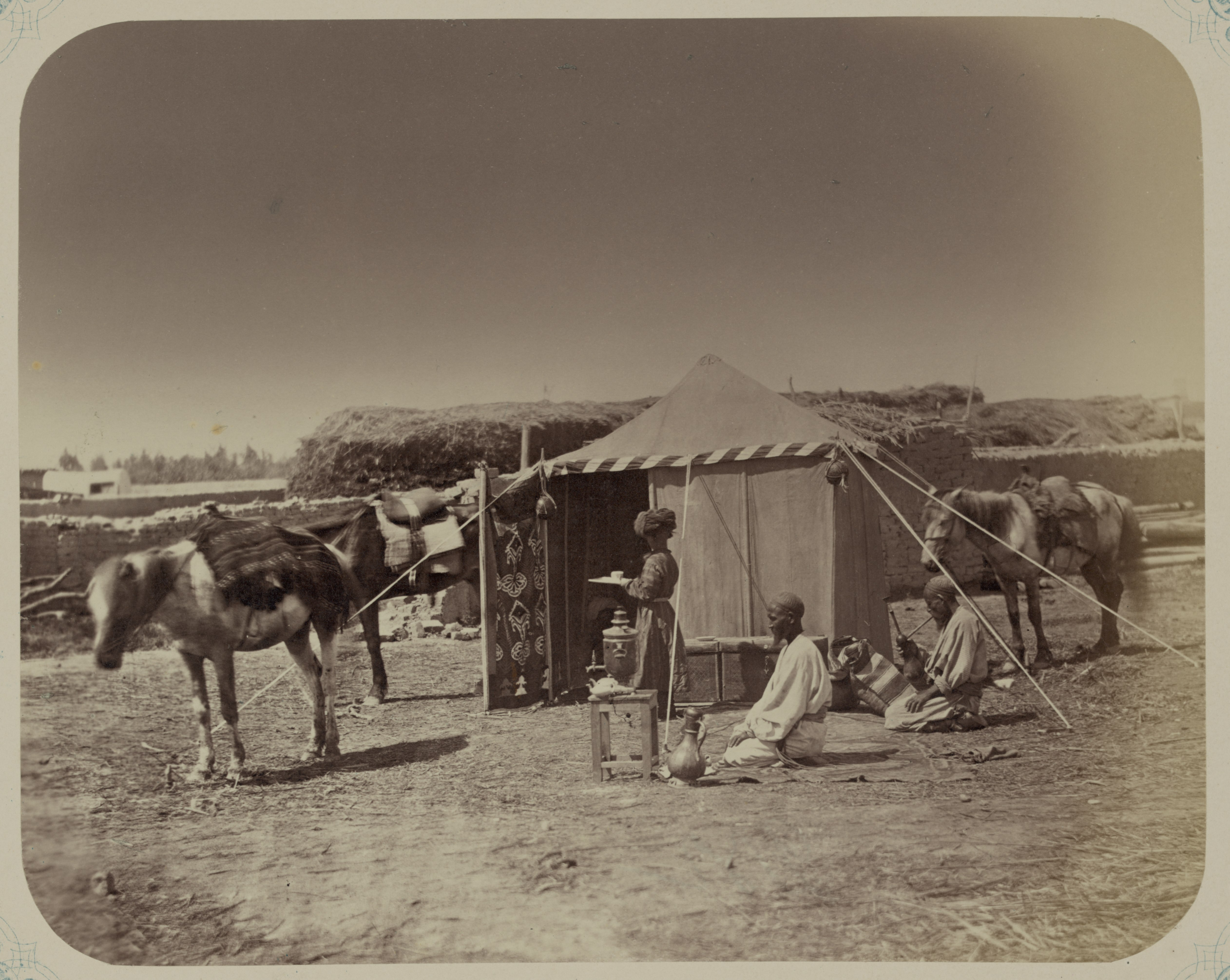
Stan Bucharských Židů u řeky Syrdarja, 1865
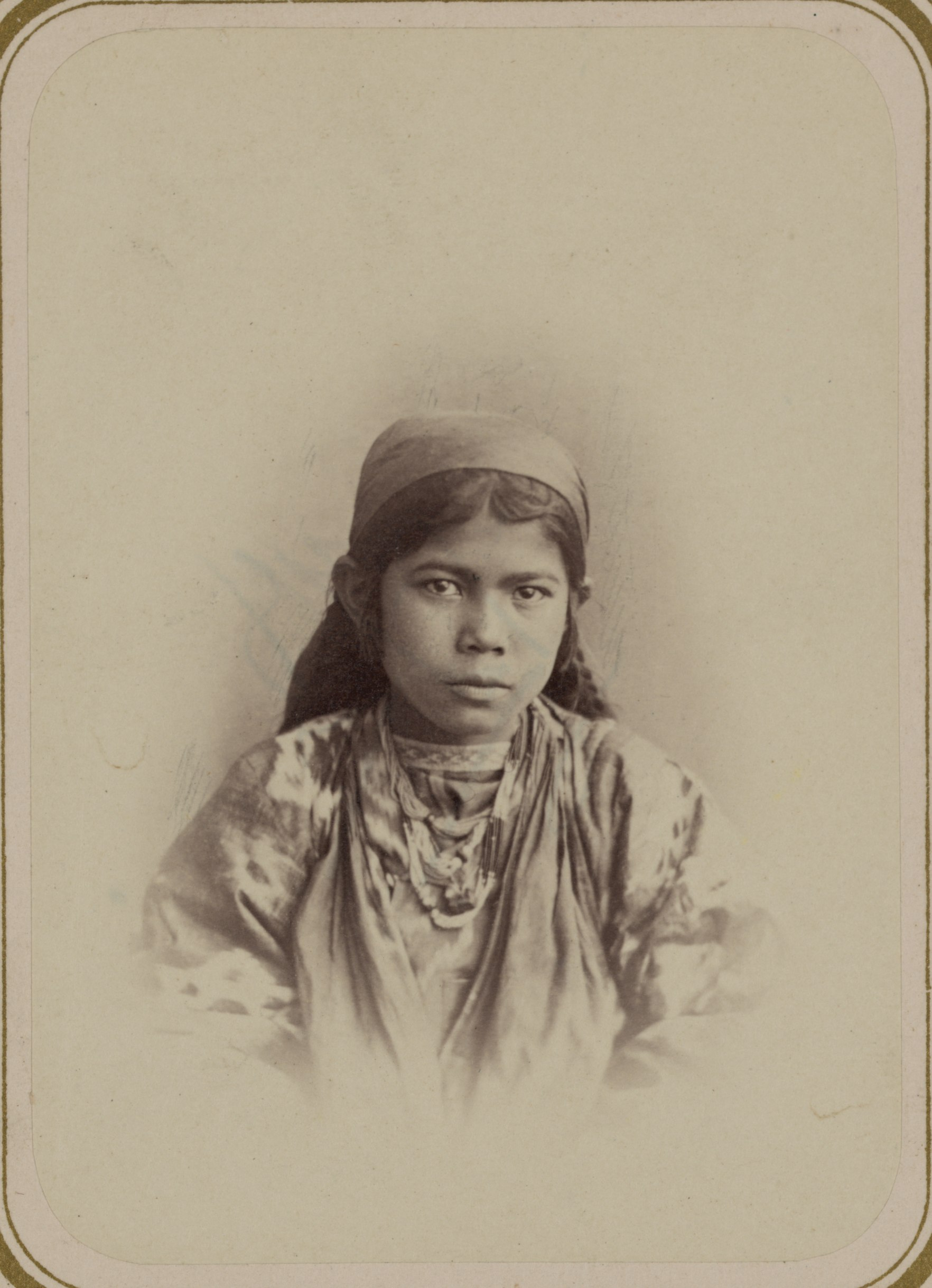
Tádžické svatební rituály, nevěsta, 1865
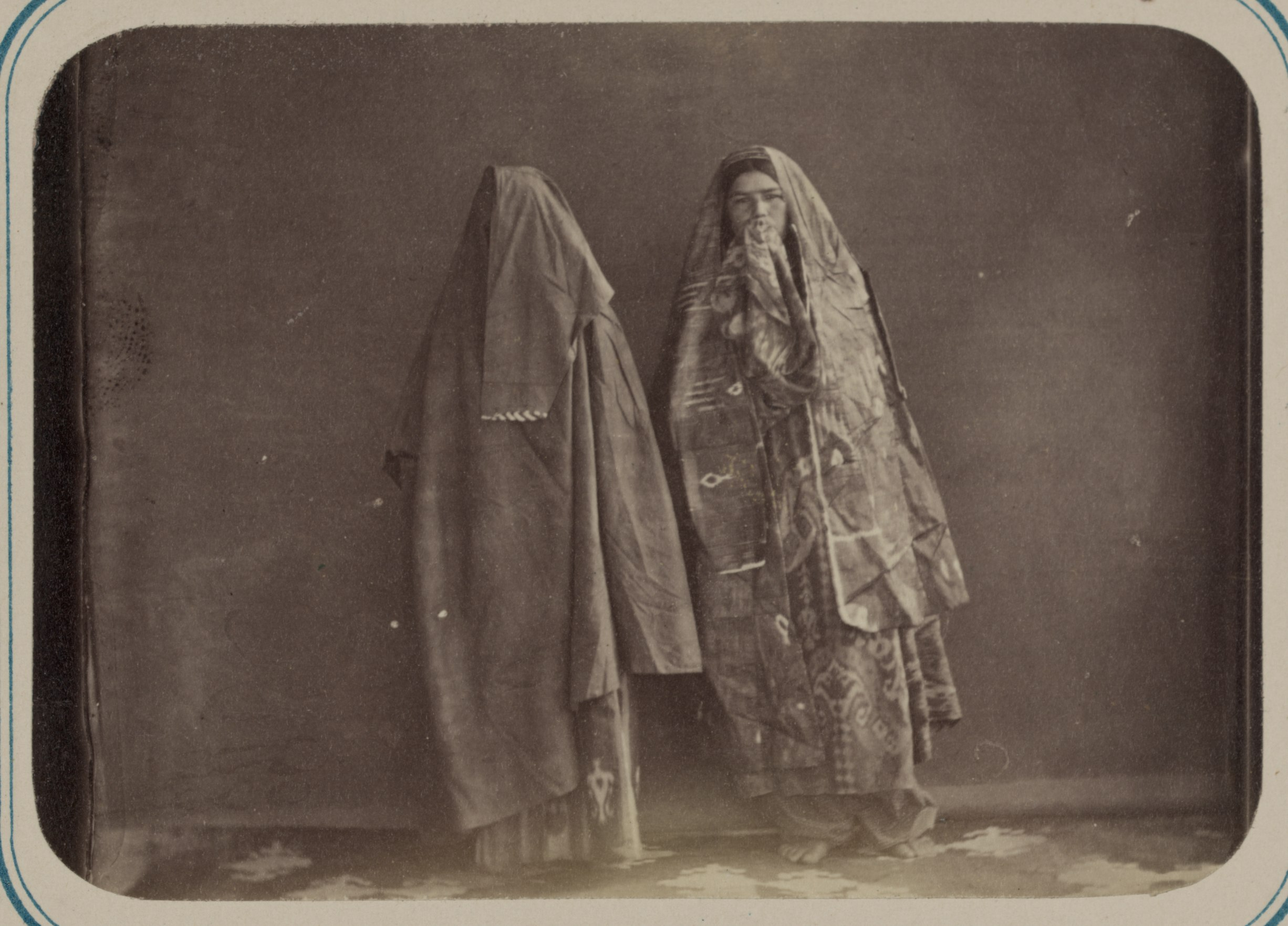
Středoasijská dámská ozdoba a oblečení zvané kamzol, které se dávalo přes hlavu, 1865
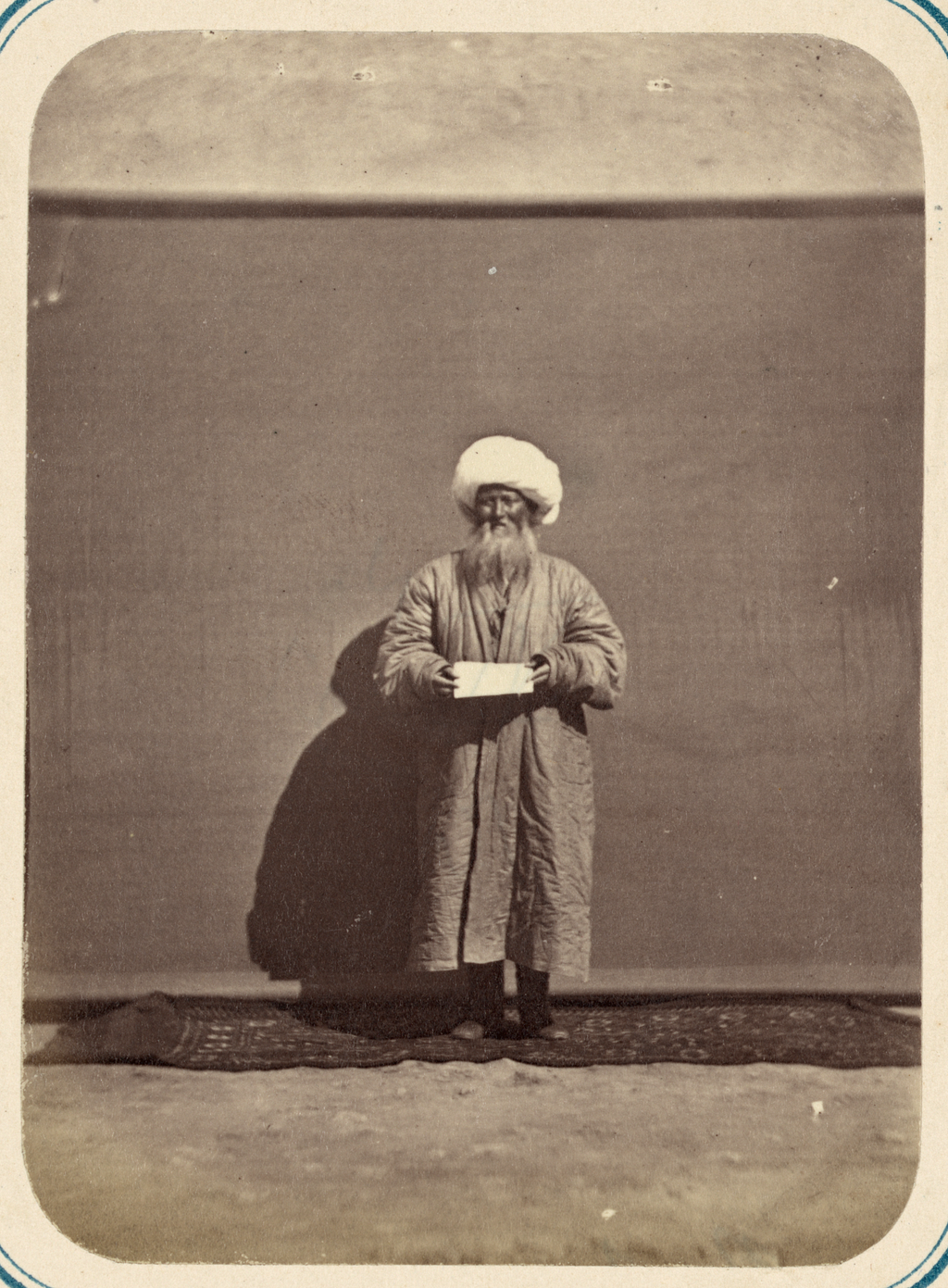
Fotografie z Etnografické části, mluvčí u dvorního soudu, 1865–1872
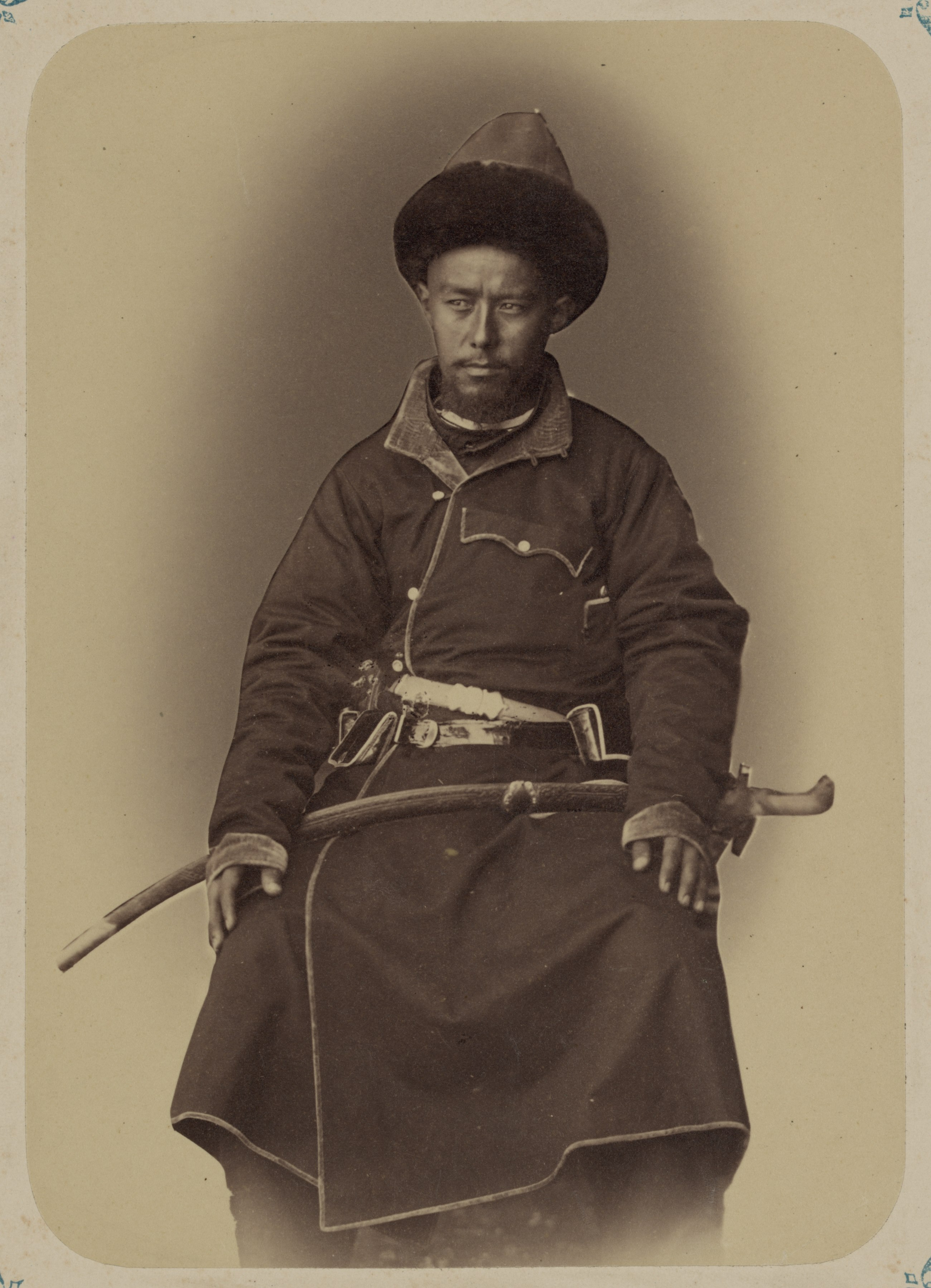
Člen družiny družiny Kokand Khan, 1865–1872
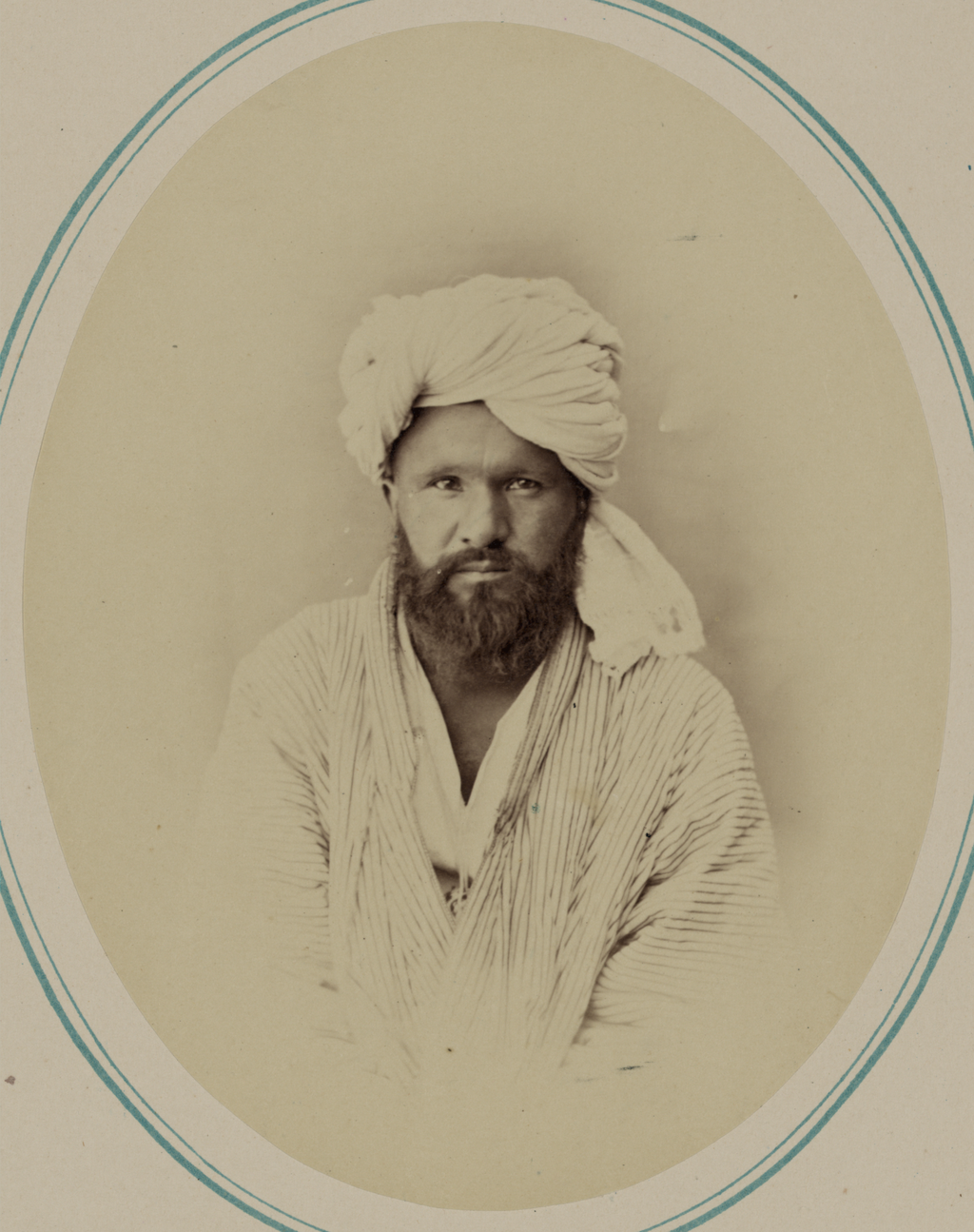
Typy národností Turkestánského kraje. Sartové (usedlíci, 1871–1872).